# Islas Chimanas
Las islas Chimanas, son un archipiélago del mar Caribe conformado por 7 islas, que pertenecen a Venezuela, ubicadas en el noreste del estado Anzoátegui, al este de las islas Borrachas y al norte de la bahía de Pozuelos, a solo unos cuantos kilómetros de la cercana ciudad de Puerto la Crúz, que por su especial atractivo turístico basado fundamentalmente en hermosas playas y bahías, desde el 19 de diciembre de 1973 bajo el decreto Nº 1.534 pertenecen al parque nacional Mochima.
Son islas prácticamente deshabitadas, excepto por pescadores artesanales y se pueden llegar a ellas tomando una lancha o un peñero que salen desde las localidades cercanas de Puerto La Cruz, desde el Paseo Colón y Guanta,y desde el vecino Estado Sucre.

## Islas integrantes
Las islas Chimanas están formadas por las siguientes 7 islas principales:
- Chimana del oeste;(Pescador)
- Chimana Grande;
- Chimana Sur;
- Chimana Segunda (o Isla El Faro);
- Chimana Chica(Chimanita);
- El Burro;
- Morro Pelotas.

Islotes (Morros) Morros de Puinare (2), La Querica, Corta Barriga, Rompe Cabeza, El Pato y Guacharaco.
Habitadas por pescadores, Chimana Grande: La Ciénaga (Los Núñez, habitada por la misma familia desde la década de 1940), El Muerto, Machuelito (Los Churrias); Chimana Oeste (Chúo); Chimana Sur: Punta Larga, Barrigón, Corta Barriga (Los Maneiros), El Naranjo (Cosmito).